# Peter Roggenkämper
Peter Roggenkämper (* 10. September 1941 in Duisburg) ist ein deutscher Ophthalmologe.

## Leben
Roggenkämper studierte an der Universität Wien Medizin und wurde 1965 Mitglied des Corps Hansea. Von der Julius-Maximilians-Universität Würzburg wurde er 1968 zum Dr. med. promoviert. Er wurde Augenarzt und habilitierte sich 1988 an der Rheinischen Friedrich-Wilhelms-Universität Bonn für Ophthalmologie. Als Professor leitete er lange die Abteilung für Orthoptik und Neuroophthalmologie der Augenklinik der Rheinischen Friedrich-Wilhelms-Universität, Bonn. Er entdeckte das Botulinumtoxin für die Behandlung des Lähmungsschielens. Am 28. Oktober 2006 wurde er mit einem wissenschaftlichen Symposion zu seinen Ehren verabschiedet. Seit 2009 ist Roggenkämper Ehrenmitglied der Bielschowsky-Gesellschaft für Schielforschung und Neuroophthalmologie.

## Werke
- R. Laskawi, P. Roggenkämper: Botulinumtoxin-Therapie im Kopf-Hals-Bereich. 2. Auflage. Urban & Schwarzenberg, München 2004, ISBN 3-89935-185-1.